# Nordische Skiweltmeisterschaften 1927/Teilnehmer (Tschechoslowakei)
| Goldmedaillen | Silbermedaillen | Bronzemedaillen |
| ------------- | --------------- | --------------- |
| —             | 1               | —               |

| Goldmedaillen | Silbermedaillen | Bronzemedaillen |
| ------------- | --------------- | --------------- |
| 1             | 2               | 1               |

Die Tschechoslowakei nahm an den Nordischen Skiweltmeisterschaften 1927 in Cortina d’Ampezzo mit einer Delegation von 13 bis 18 Athleten teil, wovon 12 namentlich bekannt sind. 
Das Gros der Sportler stellte der Tschechoslowakische Skiverband (Svaz lyžařů Republiky československé, SL RČS), dazu kamen fünf Athleten des Hauptverbandes Deutscher Wintersportvereine der Tschechoslowakischen Republik, kurz HDW genannt. 

## Die Teilnehmer des tschechoslowakischen Skiverbandes
| Sportler         | Verein                  | Skilanglauf 18 km | Skilanglauf 50 km | Skispringen K-50 | Nordische Kombination |
| ---------------- | ----------------------- | ----------------- | ----------------- | ---------------- | --------------------- |
| Josef Bím        |                         | 28.               | –                 | 16.              | 15.                   |
| Josef Feistauer  |                         | 11.               | 7.                | –                | –                     |
| František Fišera |                         | 48.               | 16.               | –                | –                     |
| Josef Německý    | SK Nové Město na Moravě | 9.                | 6.                | –                | –                     |
| Otakar Německý   | SK Nové Město na Moravě | 7.                | –                 | 14.              | 2.                    |
| Vladimir Novák   |                         | 10.               | –                 | –                | –                     |
| Josef Trýzna     |                         | ?                 | –                 | 21.              | 21.                   |

## Die Teilnehmer des deutschböhmischen Skiverbandes
| Sportler       | Verein                      | Skilanglauf 18 km | Skilanglauf 50 km | Skispringen K-50 | Nordische Kombination |
| -------------- | --------------------------- | ----------------- | ----------------- | ---------------- | --------------------- |
| Josef Adolf    | WSV Aupatal                 | 20.               | –                 | 17.              | 7.                    |
| Rudolf Burkert |                             | 16.               | –                 | 23.              | 1.                    |
| Wilhelm Dick   | Skiclub Christiania Weipert | 46.               | –                 | 2.               | 10.                   |
| Franz Donth    | Skiklub Rochlitz            | 2.                | 3.                | –                | –                     |
| Franz Wende    | WSV Aupatal-Freiheit        | 17.               | –                 | 5.               | 3.                    |